# Абай (Актогайський район)
Аба́й (каз. Абай) — село у складі Актогайського району Карагандинської області Казахстану. Адміністративний центр Абайського сільського округу.
Населення — 198 осіб (2021; 288 у 2009, 382 у 1999, 455 у 1989).
Національний склад станом на 1989 рік:
- казахи — 100 %.